# Trois Hommes et un bébé
Pour plus de détails, voir Fiche technique et Distribution.
Trois Hommes et un bébé (3 Men and a Baby ou Three Men and a Baby) est un film américain réalisé par Leonard Nimoy, sorti en 1987. Ce film est un remake du film français Trois Hommes et un couffin. Il fit l'objet d'une suite sous le titre Tels pères, telle fille (1990).

## Synopsis
Trois hommes vivent en colocation et s'avouent ravis de leur célibat ponctué de nombreuses aventures. Mais leur vie de patachon est chamboulée quand l'une des ex du trio dépose un couffin sur le paillasson de leur "garçonnière".

## Fiche technique
- Titre français et québécois : Trois Hommes et un bébé
- Titre original : 3 Men and a Baby
- Réalisation : Leonard Nimoy
- Scénario : James Orr et Jim Cruickshank, d'après le scénario original de Coline Serreau
- Production : Robert W. Cort (en) et Ted Field
  - Producteur délégué : Jean-François Lepetit
- Société de production : Interscope Communications, Silver Screen Partners III et Touchstone Pictures
- Distribution : Touchstone Pictures
- Musique : Marvin Hamlisch
- Photographie : Adam Greenberg
- Montage : Michael A. Stevenson
- Décors : Peter S. Larkin
- Costumes : Larry S. Wells
- Pays :  États-Unis
- Langue : anglais
- Lieux de tournage : Central Park (New York aux  États-Unis), Toronto ( Canada)
- Genre : comédie
- Durée : 102 minutes
- Format : Couleur (DeLuxe) - Son : 70 mm 6-Track, Dolby - 1,85:1
- Budget : 15 000 000 $
- Dates de sortie : 
  - États-Unis : 23 novembre 1987 (première à Los Angeles)
  - États-Unis : 25 novembre 1987
  - France : 9 mars 1988

## Distribution
- Tom Selleck (VF : Pierre Hatet ; VQ : Vincent Davy) : Peter Mitchell
- Steve Guttenberg (VF : Hervé Bellon ; VQ : Alain Zouvi) : Michael Kellam
- Ted Danson (VF : Jacques Frantz ; VQ : Jean-Luc Montminy) : Jack Holden
- Margaret Colin (VF : Pauline Larrieu ; VQ : Marie-Andrée Corneille) : Rebecca
- Nancy Travis (VF : Véronique Alycia) : Sylvia Bennington
- Philip Bosco (VF : Michel Modo) : L'inspecteur Melkowitz
- Paul Guilfoyle (VF : Philippe Peythieu ; VQ : Marc Bellier) : Vince
- Celeste Holm (VF : Monique Mélinand) : Mme Holden
- Cynthia Harris : Mme Hathaway
- Alexandra Amini (VF : Céline Monsarrat) : Patty
- John Gould Rubin (VF : Thierry Ragueneau) : Paul Millner
- Francine Beers : La magasinière
- Lisa Blair : Mary Bennington
- Michelle Blair : Mary Bennington
- Derek de Lint (VF : Georges Caudron ; VQ : Luis de Cespedes) : Jan Clopatz

## Légende urbaine du fantôme caché dans le film
Une rumeur particulièrement tenace prétend qu'un fantôme peut être aperçu en arrière-plan lors d'une séquence du film. En effet, vers un peu plus d'une heure de film, les acteurs Ted Danson et Celeste Holm traversent une pièce de l'appartement où se déroule l'essentiel de l'action du film ; à ce moment, on peut brièvement apercevoir une ombre derrière un rideau faisant penser à un fusil pointé vers le sol ; une trentaine de secondes plus tard, les 2 acteurs ressortent de la pièce avec le bébé du film dans les mains, à cet instant on voit en arrière-plan une silhouette humaine dissimulée derrière les rideaux. Une sorte de légende urbaine commence à paraître lors de la sortie du film en cassette VHS, elle prétend qu'il s'agirait du fantôme d'un jeune garçon qui se serait suicidé avec un fusil quelques années plutôt dans l'appartement du film, à l'époque habité. L'appartement aurait alors été vendu par la famille de l'enfant après l'incident tragique ; la rumeur prétend que la mère de l'enfant aurait reconnu son fils dans le film et aurait menacé de porter plainte contre le studio du film s'il ne retirait pas cette fameuse séquence où apparaîtrait le fantôme de son fils. 
En réalité, cette légende est totalement fausse car d'une part, la séquence en question n'a pas été tournée dans un véritable appartement mais dans un décor à Toronto ; d'autre part la silhouette que l'on voit dissimulée en arrière-plan n'est en réalité qu'une découpe en carton du personnage interprété par Ted Danson (Jack Holden) qui était censé apparaître dans une séquence finalement coupée au montage ; cette découpe a été simplement oubliée sur le lieu de la scène, ce qui en fait en réalité un faux raccord.